# Antiek toerisme
Antiek toerisme is een historische roman van de Nederlandse schrijver Louis Couperus.

## Achtergrond
Couperus schreef Antiek toerisme in 1910. In een feuilleton in Het Vaderland kondigde de schrijver zijn nieuwe roman in oktober van dat jaar aan. Hij schreef daarin over zijn nieuwe werk "Reis door Egypte", de titel waaronder de afleveringen in Groot Nederland zouden verschijnen en die van het latere boek lagen toen nog niet vast. Boek XVII van de antieke historicus en geograaf Strabo vormde een belangrijke bron van inspiratie voor Couperus.
Het verhaal past in de ontwikkeling van Couperus' werk. Het eerder geschreven Van vagebonden en schelmen kan, zo schrijft Frédéric Bastet gezien worden als "een preludium tot Antiek toerisme". Louis Couperus was zelf graag naar Egypte gereisd, maar daarvan is het nooit gekomen. Louis Couperus, met zijn voorkeur voor exotische decors en decadente taferelen, besteedt in dit verhaal veel aandacht aan Alexandrië. Met name de in vermaak gespecialiseerde wijk Canope met de dure hætaren krijgt veel aandacht.
Het contract tussen Louis Couperus en de uitgever behelsde de uitgave van Antiek toerisme, Schimmen van schoonheid en De zwaluwen neêr gestreken... voor samen 1000 gulden. Dit lage bedrag reflecteerde de geringe belangstelling voor Couperus' werk. In 1901 had hij voor De boeken der kleine zielen nog 5000 gulden gekregen.
Het verhaal verscheen in 1911 in vier afleveringen in het tijdschrift Groot Nederland onder de titel "Antiek Toerisme, of de reis door Egypte". Couperus heeft een aantal van zijn werken eerst in tijdschriften gepubliceerd en pas daarna als boek laten drukken. Hij moest van zijn pen leven en probeerde zijn werk tweemaal te verkopen. Het antieke reisverhaal werd nog in hetzelfde jaar in boekvorm uitgegeven. Nu kreeg het de ondertitel "roman uit Oud-Egypte". De roman werd bekroond met de Nieuwe Gids-prijs en in 1920 verschenen een Duitse (Aphrodite in Aegypten) en een Engelse vertaling (The Tour; A Story of Ancient Egypt). De Duitse uitgave werd driemaal herdrukt. De Engelstalige uitgave werd in Londen en New York uitgegeven. Er verscheen in 2019 een Franse vertaling van de hand van Christian Marcipont onder de titel Voyge au centre de l'Antiquité (Wierde, Editions Martagon).
De band met kleurrijke Egyptische motieven werd door André Vlaanderen getekend. Bij de 2e druk uit 1917 is de band in een gewijzigd formaat en met vereenvoudigde en iets gewijzigde kleurstelling gedrukt.
De oplage is niet bekend. De eerste druk verscheen ingenaaid en gebonden op de markt. De ingenaaide versie kostte ƒ3,50, gebonden kostte het boek ƒ3,90. De tweede druk verscheen zes jaar later in 1917. De derde druk verscheen pas in 1927 met nieuw zetsel en lettertype. In 1955 werd het boek opnieuw uitgegeven. Een dochteronderneming van Van Holkema & Warendorf heeft in 1972 een pocketeditie op de markt gebracht. Na de eerste band van André Vlaanderen zijn er ook uitgaven met andere, veel eenvoudiger, banden en stofomslagen verschenen. In 1987 verscheen een wetenschappelijke uitgave in de reeks "Volledige werken van Louis Couperus" met een eenvoudige grijze band.

## Inhoud
Antiek toerisme gaat over een reis, een bezoek aan Alexandrië dat uitgebreid wordt beschreven en dan verder zuidwaarts, stroomopwaarts de Nijl op. Na de cataracten te zijn gepasseerd worden ook de huidige Soedan en Ethiopië bezocht. In Ethiopië wordt gejaagd.
De hoofdpersoon is de puissant rijke Romein Publius Sabinus Lucius. Hij reist met zijn oom Catullus, een levensgenieter en parasiet, zijn pedagoog Thrassyllus en een groot gezelschap vanuit Italië naar Egypte. Couperus kruidt zijn reisverhaal met wat romantiek; de ongelukkige liefde van Publius Sabinus Lucius. Lucius is op zoek naar zijn grote liefde, de weggelopen slavin Ilia. Deze is gevlucht met een matroos, maar dat durft niemand aan Lucius te vertellen. In het gezelschap bevindt zich ook Kora, een slavin die prachtig zingt en danst, maar Lucius heeft geen oog voor haar.
De reden waarom Lucius nu juist Egypte bezoekt is deze: Daar bevinden zich orakels en daar wil de onder liefdesverdriet lijdende Romein te weten komen wàt er met Ilia gebeurde,
In Alexandrië vallen de Romeinen in handen van de reisorganisatoren en hoteliers Ghizla en Kaleb. Zij zijn de eigenaren van een hotel, toen een "diversorium" genoemd en bieden een geheel verzorgde reis door Egypte aan. Onderweg worden de buitenlandse gasten vakkundig uitgeschud.
De tocht door Egypte voert langs allerlei beroemde heiligdommen, tempels en toeristische attracties. Couperus laat de reizigers de tempel van Serapis in Canope en de stad Saïs in de Nijldelta met de tempel van Isis-Neith bezoeken. Thrasyllus gaat naar Nemu-Fa, een der heiligste profeten van Egypte. Die leert wat ook in Babel al door Couperus werd neergeschreven "Wees uw eigen godheid". De oude hoofdstad Memfis blijkt uitgestorven en dreigt onder het woestijnzand bedolven te worden. Egypte is onder de Romeinse bezetting een wingewest en een land in verval. De oude Egyptische godsdienst kwijnt weg.
Bij de drie grote piramiden en de sfinx huist een Joodse kluizenaar in een grot. Hij vertelt dat hier dertig jaar eerder een grijsaard, een vrouw en een kind gerust hebben. De vrouw leek Isis en Heva en het kind leek op Horus en Habel. Het kind, zo vertelde de kluizenaar, straalde. Sinds de kluizenaar dit kind gezien heeft, doofde in hem de wetenschap. Voorspellen of waarzeggen kan hij sindsdien niet meer.
Hier verwijst de tekst van Couperus naar het christendom; de in de Bijbel genoemde vlucht naar Egypte van Jozef, Maria en de pasgeboren Jezus en naar een tekst van de apostel Paulus waarin het christendom een einde maakt aan de (oude) wijsheid.
Het zwijgen van de klassieke orakels is een voor de geschiedenis van het christendom belangrijke overlevering. Volgens deze door de christenen overgeleverde geschiedenis zouden de orakels van de oudheid in de periode dat het christendom werd verspreid zijn verstomd.
Publius Sabinus Lucius bezoekt, zonder zijn grote entourage, het Orakel van Zeus-Amon in de Libische woestijn. Ook deze tempel is vervallen en er komen hier nog nauwelijks pelgrims. Het beeld van Ammon-Râ, ooit door Alexander de Grote bezocht, is verveloos en geschonden.
Tijdens de reis worden de belangrijke Egyptische tempels bezocht. De Romeinen, oom Catullus voorop, zijn uiterst sceptisch over de Egyptische verering van heilige dieren zoals het heilige stiertje Apis dat in Memphis aan Amon is gewijd.
Lucius die onderweg verneemt wat Nemu-Fa had gezegd verklaart dat diens opdracht "Wees uw eigen godheid" hem kracht geeft. Hij lijdt niet langer, hij leeft in de schoonheid van het heden.
In Ethiopië jaagt Lucius op olifanten en struisvogels. Aangekomen aan de Rode Zee hoort Lucius dat hij bij keizer Tiberius in ongenade is gevallen en dat al zijn bezit in beslag is genomen. Lucius is opeens arm. Deze ramp ondergaat de jonge Romein met veel tegenwoordigheid van geest. Hij vertrekt met de slavin Kora, die hem uit liefde trouw blijft, naar haar vaderland, het Griekse eiland Kos, waar hij zich als beeldhouwer zal vestigen.
De roman sluit af met een naschrift. Couperus schotelt ons een brief van Kaleb aan Lucius voor waarin de hotelier hem bericht dat hij de quedrireem, wat meubilair en andere goederen van de Romein verkocht heeft en dat hij hem de opbrengst zal laten uitbetalen. Deze sjacheraar blijkt betrouwbaarder te zijn dan gezien de eerdere kleine oplichterspraktijken van hem mocht worden verwacht.

## Receptie
Morks Magazijn, Het nieuws van den dag, de NRC, The New York Times Book Review, Onze Eeuw en Elsevier's Geïllustreerd Maandschrift hebben Antiek toerisme besproken.
Een anonieme recensent in De Courant/Nieuws van de Dag schreef op 5 januari 1911 een recensie over Antiek toerisme. Op 25 november 1911 werd Antiek toerisme in diezelfde De Courant/Nieuws van de Dag opnieuw besproken. Gerard van Hulzen (1860 - 1940) schreef in maart 1912 in Morks Magazijn over Couperus' "onzuiverheid van uitdrukking". De recensent had aanmerkingen op Couperus grammatica en het verhaal vond hij pover. In sommige beschrijvingen toonde Couperus "zijn groot kunnen" en zijn, zo meent Van Hulzen, "in dit boek werkelijk-mooie brokstukjes beschrijvingskunst die wel te waardeeren zijn" maar de lezer werd moe van de beschrijving van de "zeer onbeteekende liefdesmart" van de hoofdpersoon.
In Onze Eeuw, deel 12 schreef K.Kuipers dat "de schets van het oude Alexandrië, in het eerste gedeelte van het boek gegeven", hem "in hooge mate heeft geboeid". Voor de intrige van de roman had ook Kuipers weinig waardering, deze had beter in een novelle thuisgehoord. Kuipers had ook een filologisch bezwaar; hij achtte de naam Publius Sabinus Lucius "niet zoo heel Romeinsch".
Een anonieme recensent die Antiek toerisme op 16 maart 1912 in de NRC recenseerde was over boek én vorm enthousiast. Hij noemde de omslag "fleurig en geestig naar Egyptische motieven" maar achtte de inhoud "fleuriger en geestiger". Hij sprak van een "meesterlijke vertelling" en achtte die "amusant en nochtans altijd van Couperus' distinctie". De recensie loofde ook Couperus' eruditie.
Herman Robbers, schrijvend onder de initialen "H.R." schreef in januari 1918 in Elsevier's Geïllustreerd Maandschrift over Antiek toerisme een late recensie. De recensent was ten onrechte van mening dat Couperus een door hem gemaakte Egyptische reis als inspiratie had gebruikt. Hij loofde de schrijver om zijn "schrander en snel verzamelde kennis en intuïtief doordringingsvermogen" en noemde het boek "onderhoudend en licht". De intrige, Lucius die vervuld van liefdesverdriet zijn Ilia zocht maar de liefde van Kora vond, deed hij af als een "liefdeshistorietje".
Een anonieme Amerikaanse recensent, later geïdentificeerd als Orlo Williams, besprak "The Tour", zoals de vertaling heette, in 1920 in het gezaghebbende The New York Times Book Review. De recensent deed het gehele verhaal uit de doeken en noemde het door Alexander Teixeira de Mattos vertaalde boek "fascinerend" voor wie in de neergang van de Egyptische cultuur geïnteresseerd was. Over het verhaal schreef deze recensent dat er in Antiek toerisme op iedere bladzijde wel een stortvloed klassieke woorden stroomde maar dat daarin "geen spoor van een verhaal dat de moeite van het vertellen waard is" kon worden gevonden.
Israël Querido noemde Couperus op 28 december 1911 in een recensie van Antiek toerisme in het Algemeen Handelsblad een "blufferige woordjuwelier".
De recensent Jan Walch was op 13 januari 1912 in Het Vaderland vol lof en schreef over de "zachte natuurlijkheid" in de roman. Het verhaal vond Walch niet belangrijk. Hij was een van de recensenten die vooral de beschrijvingen, het "evocatieve aspect van de roman" waardeerden.
In een anonieme recensie die op 22 april 1921 in The Bookman verscheen werd van "The Tour" geschreven dat het boek met personages als "wassen beelden" was bevolkt. De recensent ergerde zich aan de gedienstige houding van de leden van Lucius' huishouding tegenover hun rijke patroon.
Siegfried van Praag besprak Antiek toerisme in Den Gulden Winckel van november 1912. Deze recensent ging niet diep op het verhaal in, hij concludeerde na vergelijking van beide boeken dat Antiek toerisme het "mysteriënwezen", de kern van de godsdienst van de Oudheid, niet beschreef. Daarom was het boek minder geslaagd dan de vergelijkbare roman De berg van licht.

### Latere beoordelingen
Latere beoordelingen van de roman gaan in op slordigheden en anachronismen zoals een dromedaris met twee bulten en Thrasyllus die de ten tijde van de regering van Tiberius nog niet geboren schrijver Plutarchus noemt. Bordewijk noemt de roman "verrukkelijk" en rekende Antiek toerisme tot Couperus' meesterwerken.
In de laatste decennia van de 20e eeuw werd het werk van Couperus voor het eerst wetenschappelijk beschouwd. Daarvoor gebruikte men moderne opvattingen over structuur en vorm, bijvoorbeeld aan de hand van "Verhaal en lezer" van W. Blok. 
De mogelijke invloed van de theosofie op Antiek toerisme werd door Wilhelmus Johannes Lukkenaer en Maarten Klein onderzocht. Maarten Klein voert het wijsgerige advies "wees uw eigen godheid" terug tot theosofische teksten waarin vergelijkbare, maar niet exact gelijkluidende, formuleringen te vinden zijn. Klein stelt ook dat Louis Couperus het Corpus Hermeticum, het boek van de hermetische wijsheid, moet hebben gekend. Zo'n zeventig jaar na publicatie werden de bronnen, structuurelementen en het ideeëncomplex van Antiek toerisme onderzocht door Wilhelmus Johannes Lukkenaer. Hij publiceerde zijn bevindingen in 1989.